# جاك مويتشال
جاك مويتشال (6 سبتمبر 1900 في أوكل – 30 أكتوبر 1956) لاعب كرة قدم بلجيكي راحل كان يجيد اللعب في خط الهجوم والوسط .
لعب طوال مسيرته الرياضية في نادي بروكسل . شارك مع منتخب بلجيكا في بطولة كأس العالم 1930 في الأوروغواي . في نهاية مسيرته الرياضية فقد لعب 23 مباراة دولية مسجلا 6 أهداف .

## روابط خارجية
- جاك مويتشال على موقع الاتحاد الدولي (مؤرشف)  (الإنجليزية)
- جاك مويتشال على موقع الاتحاد البلجيكي (الإنجليزية)
- جاك مويتشال على موقع قاعدة بيانات كرة القدم.إي يو (الإنجليزية)
- جاك مويتشال على موقع ناشيونال فوتبول تيمز (الإنجليزية)
- جاك مويتشال على موقع عالم كرة القدم.نت (الإنجليزية)
- جاك مويتشال على موقع أوليمبيديا (الإنجليزية)